# Arcuphantes uenoi
Arcuphantes uenoi is een spinnensoort in de taxonomische indeling van de hangmatspinnen (Linyphiidae).
Het dier behoort tot het geslacht Arcuphantes. De wetenschappelijke naam van de soort werd voor het eerst geldig gepubliceerd in 1992 door Kendo Saito.